# Catalunya Lliure
Catalunya Lliure fou una coalició independentista creada al juny de 1989 entre el Moviment de Defensa de la Terra-PSAN i el Front Nacional de Catalunya, per a les eleccions europees. Va obtenir 19.774 vots.
El desembre del mateix any 1989 es va transformar en partit. Un partit que representava l'estratègia del Front Patriòtic amb un fort contingut social, que ja aprovà el Moviment de Defensa de la Terra-PSAN en el seu moment, com es desprèn del tercer punt fundacional on es feia referència a la defensa dels interessos del poble treballador català. El 14 d'abril de 1991, la Coordinadora Nacional de Catalunya Lliure aprovà a Vinaròs un Avantprojecte de Constitució Catalana.
Un any abans es va impulsar també des del Moviment de Defensa de la Terra-PSAN la creació de l'organització juvenil Maulets, que passaria a partir d'aquell moment a ser la branca juvenil de Catalunya Lliure.

## Antecedents
L'11 de març de 1984 l'Esquerra Independentista va convocar l'Assemblea de Reus per constituir el Moviment de Defensa de la Terra (MDT). El PSAN i les joventuts del FNC hi van participar, però finalment IPC no va acudir a l'Assemblea.
L'estiu del 1984 neix el Moviment de Defensa de la Terra a la VII Trobada Independentista celebrada a Alforja amb el suport del PSAN i les joventuts del FNC.
Un any més tard, el 1985, s'afegeix IPC i poc a poc comencen a aparèixer desaveniencien a dins de l'MDT que s'agreugen a finals de 1986 quan IPC presenta una ponència anomenada Política Independentista de Combat (PIC) alternativa a la ponència del PSAN, fundadora del moviment junt a les joventuts del FNC. Finalment, el 1987 es produiria un trencament, entre la branca original que va crear l'MDT i la que es va afegir posteriorment, produint-se una duplicitat de sigles i coexistint aleshores dues organitzacions anomenades Moviment de Defensa de la Terra (MDT) fins a l'estiu de 1989.

## Partit polític
L'agost de 1989, en una Assemblea Extraordinària celebrada a Prada de Conflent, la branca del Moviment de Defensa de la Terra que seguia l'estratègia del Front Patriòtic aprovà dissoldre's i integrar-se en el nou partit Catalunya Lliure, que es crearia el desembre d'aquell mateix any. Aquesta decisió no va ser acceptada pel FNC, que decidí desmarcar-se'n i no s'afegí al nou partit, mentre que per contra tant el PSAN, com l'organització juvenil Maulets, si s'afegiren de ben començament.

## Divisió interna
El juny de 1991, un sector de Catalunya Lliure, elaborà un document titulat «L'independentisme català davant Europa: avançar cap al Front Patriòtic», com a proposta de debat intern de tota la militància, de cara a la Coordinadora Nacional que se celebraria el mes següent a Vinaròs. Els signants del document propugnaven que Terra Lliure cessés la lluita armada i que Catalunya Lliure s'incorporés a ERC com a fórmula d'unitat independentista.
El juliol d'aquell mateix any es reunia a Vinaròs la Coordinadora Nacional de Catalunya Lliure, on es votaven les diferents propostes presentades. Guanyaren les tesis expressades en el document «Propostes tàctiques de Catalunya Lliure» del sector partidari de la continuïtat encapçalat per Josep Guia, que anunciava a més que Catalunya Lliure es presentaria a les eleccions al Parlament de Catalunya de l'any següent. Arran del resultat de la reunió va dimitir la meitat de la Direcció Nacional, partidària d'articular la unitat independentista al voltant d'ERC. Aquest sector anuncià pròximes converses amb ERC destinades a reforçar aquesta organització com a pal de paller del moviment patriòtic català. L'endemà es convocaria una roda de premsa a Perpinyà, on els membres de la Direcció Nacional de Catalunya Lliure Josep Aixalà, Jaume Renyer, David Ricart, Xavier Vendrell i Jordi Vera, i el màxim dirigent de Terra Lliure Pere Bascompte, manifestaven la voluntat de constituir-se en associació cívica entorn de la revista Independència i expressaven la seva intenció d'iniciar negociacions amb ERC per tal d'incorporar-s'hi, en tant que casa comuna de l'independentisme. Bascompte deixava clar però que no acceptaria un indult de les autoritats espanyoles, ja que no es penedia de la seva trajectòria política i personal. Finalment els escindits es van integrar a ERC.

## Després de l'escissió
Una vegada consumada l'escissió, l'organització anuncià que es presentaria a les eleccions al Parlament de Catalunya per disputar-li el vot independentista a ERC, a la que acusaria d'intentar "liquidar" l'espai polític de l'Esquerra Independentista, obtenint uns pobres resultats (5.241 vots, 0,20%).
A partir d'aquell moment Catalunya Lliure reforçà el seu contingut social apostant per una major visualització de "la defensa dels interessos del poble treballador català", com així s'aprovà en una Assemblea Nacional celebrada el 1994. L'organització continuaria amb certa presència al carrer fins al 1995, on el PSAN abandonaria l'organització per discrepàncies i a la que se sumaria, mesos després, i també abandonant-la, l'organització juvenil Maulets. Amb la sortida d'aquestes, es va fer impossible la continuïtat de l'organització i portaria a la militància que quedava a la decisió d'acordar la dissolució definitiva a finals de 1996.

## Resultats electorals

### Eleccions al Parlament Europeu
| Any  | Candidatura      | Vots   | %    | Diputats |
| ---- | ---------------- | ------ | ---- | -------- |
| 1989 | Catalunya Lliure | 19.774 | 0,12 | 0 / 60   |

### Eleccions al Parlament de Catalunya
| Any  | Candidatura      | Vots  | %    | Diputats |
| ---- | ---------------- | ----- | ---- | -------- |
| 1992 | Catalunya Lliure | 5.241 | 0,20 | 0 / 135  |

### Eleccions municipals
| Any  | Candidatura      | Vots  | %    | Regidors  |
| ---- | ---------------- | ----- | ---- | --------- |
| 1991 | Catalunya Lliure | 1.546 | 0,06 | 8 / 8.328 |
| 1995 | Catalunya Lliure | 549   | 0,02 | 1 / 8.426 |